# Jan-Otmar Hesse
Jan-Otmar Hesse (* 6. Februar 1968 in Göttingen) ist ein deutscher Wirtschaftshistoriker.
Jan-Otmar Hesse leistete von 1987 bis 1989 den Zivildienst ab. Er studierte von 1989 bis 1995 Geschichtswissenschaften, Wirtschaftswissenschaften, Politologie und Film- und Fernsehwissenschaften an der Ruhr-Universität Bochum. Sein akademischer Lehrer war Dietmar Petzina. Hesse wurde 1999 in Bochum bei Petzina mit einer Arbeit über die Geschichte der Reichspost und Telegraphenverwaltung von 1876 bis 1914 promoviert. Hesse war von 1997 bis 2000 Promotionsstipendiat der Fritz Thyssen Stiftung. Von 2000 bis 2008 war Hesse wissenschaftlicher Mitarbeiter am Historischen Seminar der Goethe-Universität Frankfurt am Main bei Werner Plumpe. 2005/2006 war er Fellow am Deutschen Historischen Institut in Washington D.C.
Im Kollegjahr 2006/2007 war er Förderstipendiat des Historischen Kollegs in München und befasste sich mit der bundesdeutschen Volkswirtschaftslehre zwischen Weltkrieg und Ölpreiskrise. Seine Habilitation erfolgte 2007 in Frankfurt am Main mit einer wissenschaftsgeschichtlichen Arbeit über die Volkswirtschaftslehre in der frühen Bundesrepublik. Von April 2008 bis September 2010 übernahm er die Vertretung der Professur von Hartmut Berghoff für Wirtschafts- und Sozialgeschichte an der Georg-August-Universität Göttingen. Von Oktober 2010 bis März 2015 lehrte Hesse als Professor für Allgemeine Geschichte, insbesondere Wirtschaftsgeschichte an der Universität Bielefeld. 2014 nahm er einen Ruf an die Universität Bayreuth auf eine neu eingerichtete W3-Professur für Wirtschafts- und Sozialgeschichte an. Dort lehrt er seit April 2015.
Seine Forschungsschwerpunkte sind Unternehmensgeschichte, Mediengeschichte und Geschichte der Wirtschaftswissenschaften. Für die Dissertation zur Unternehmensgeschichte der Reichspost wurde ihm 2001 von der Gesellschaft für Unternehmensgeschichte der Preis für Unternehmensgeschichte verliehen. In seiner 2010 erschienenen Habilitationsschrift steht die Entwicklung der Volkswirtschaftslehre als akademisches Fach im Vordergrund. Hesse veröffentlichte 2013 die Einführung Wirtschaftsgeschichte. Entstehung und Wandel der modernen Wirtschaft. 2014 folgte eine gemeinsam mit Werner Plumpe und Roman Köster verfasste Einführung zur Geschichte der Weltwirtschaftskrise. Seit 2008 ist Hesse Mitglied im Verband der Historiker und Historikerinnen Deutschlands. Seit 2011 sitzt er im wissenschaftlichen Beirat der Gesellschaft für Unternehmensgeschichte. Er ist seit 2017 ordentliches Mitglied der Historischen Kommission der Bayerischen Akademie der Wissenschaften.

## Schriften (Auswahl)
Monografien
- Exportweltmeister. Geschichte einer deutschen Obsession. Suhrkamp, Berlin 2023, ISBN 978-3-518-43134-4.[3]
- mit Roman Köster und Werner Plumpe: Die Große Depression. Die Weltwirtschaftskrise 1929–1939. Campus Verlag, Frankfurt u. a. 2014, ISBN 978-3-593-50162-8.
- Wirtschaftsgeschichte. Entstehung und Wandel der modernen Wirtschaft (= Historische Einführungen. Bd. 15). Campus Verlag, Frankfurt u. a. 2013, ISBN 3-593-39958-X.
- Wirtschaft als Wissenschaft. Die Volkswirtschaftslehre in der frühen Bundesrepublik (= Campus Forschung. Bd. 947). Campus Verlag, Frankfurt u. a. 2010, ISBN 978-3-593-39315-5 (zugleich: Habilitationsschrift, Goethe-Universität Frankfurt am Main, 2007).
- Im Netz der Kommunikation. Die Reichs-Post- und Telegraphenverwaltung 1876–1914 (= Schriftenreihe zur Zeitschrift für Unternehmensgeschichte. Bd. 8). C. H. Beck, München 2002, ISBN 3-406-48253-8 (zugleich: Dissertation, Universität Bochum, 1999 unter dem Titel: Der institutionelle Wandel der Kommunikationssysteme in Deutschland).